# Cezlak
Cezlak je naselje v Občini Slovenska Bistrica.

## Lega
Cezlak je naselje na južni strani Pohorja, ki leži v ozki dolini reke Oplotniščice, ob cesti Oplotnica - Lukanja.
Naselje in kamnolom se nahajata okoli 3,5 km od Oplotnice, na nadmorski višini okoli 600 metrov.

## Zgodovina
Strnjeno naselje Cezlak je bilo do leta 1953 del naselja Kot, ki je že na meji višinske poselitve in ga pretežno sestavljajo samotne kmetije, katerih prebivalci se preživljajo večinoma z gozdarstvom in živinorejo. 
Začetek izkoriščanja kamna v Cezlaku sega v leto 1864, intenzivneje pa so ga pričeli izkoriščati po letu 1891. Rodbina Windischgraetz je prvotni kop razširila in pričela z načrtnim pridobivanjem. V posesti rodbine je kamnolom bil do leta 1919, ko ga je v najem vzel nemški žid Erlich, prebivajoč v Zagrebu.  

## Gospodarstvo
V Cezlaku se nahaja kamnolom kjer lomijo granodiorit, za katerega so prvotno mislili, da je granit oz. tonalit. 
Približno 300 m od kamnoloma je ob cesti proti Lukanji danes opuščeni manjši kamnolom, med domačini znan kot »Zeleni pruh«,  kjer so lomili čizlakit   , ki ga je po kraju Cezlak leta 1939 poimenoval profesor Vasilij V. Nikitin. Čizlakit je globočnina, v glavnem iz svetlozelenega avgita, temnozelene rogovače in belih plagioklazov. Nahajališče te kamnine se v svetu takšni obliki pojavlja le na tem mestu. Čizlakit je cenjen kot okrasni kamen, zaradi številnih mineralov, ki vsebujejo železo, pa je primernejši za zaprte prostore. 